# Manuel de Villaflor
Manuel de Villaflor fue un compositor español. Comenzó su carrera como compositor en Valencia y tiempo después trabajó para los teatros de Madrid, en donde falleció en el año 1707. 

## Biografía
Fue un importante compositor valenciano, trabajó como compositor e intérprete para los teatros de Madrid en la última década del siglo XVII y primeros años del siglo XVIII. Casado con la actriz Sabina Pascual con la que tuvo dos hijos llamados Manuela y Ramón de Villaflor, los cuales fueron también comediantes. Villaflor murió en Madrid en 1707, pasando su mujer a dirigir la compañía 

## Vida profesional
Durante los años 1688- 1692 participó como músico en diferentes compañías como la compañía de Agustín Manuel para diferentes autos del Corpus Christi de Madrid, como en Psiquis y Cupido, La semilla, La cizaña y El verdadero dios Panenseña el amor de Manuel Vidal.
Un  año más tarde,1693,  participaría en el estreno de La piedra filosofal, en la reposición de La estatua de Prometeo de Calderón y Damian Polope. 
Otra compañía en la que trabajó como músico principal fue en la compañía de Carlos Vallejo durante los años 1695 a 1699: 
En el año 1695 se crearon los autos La nave del mercader y El divino Orfeo para celebrar aniversarios de miembros de la familia real.  Un año después, en 1696, trabajó en la reposición de zarzuelas de Calderón como El laurel de Apolo, representada en el Alcázar el día de Reyes, El golfo de las sirenas, representada en el Pardo por las compañía de Vallejo y Andrea de Salazar el 19 de febrero, en Apolo y Climene, representada el Domingo de Carnestolendas, y en La Celestina, representada el Martes de Carnestolendas. Posteriormente, en el año 1697, participaría en la reposición de Celos aun del aire matan de Calderón, representada en el Alcázar el 12 de febrero.
Su última colaboración con compañías como compositor de música fue para la compañía de Juan de Cárdenas para las reposiciones de dos autos de Calderón en el año 1700.  
A partir de 1701, él y su mujer formaron su propia compañía, conocida indistintamente  como de Sabina Pascual y de Manuel de Villaflor, y él actuó con ella en las temporadas de 1705- 1706. 
Es posible que Villaflor compusiera y actuara en numerosas zarzuelas y comedias para la corte y para los escenarios  públicos durante más de quince años en los que fue músico teatral en Madrid. 

## Conclusiones
Desde su llegada a Madrid  Villaflor se convertirá junto con Sequeiros en uno de los principales compositores de música teatral, y ambos se encargarán hasta finales de siglo de componer la música de los autos del Corpus madrileño. Se estrenaron dos autos de Antonio de Zamora: El Divino Artífice y Las puertas de David. 
Lamentablemente y a diferencia de lo que sucede con su colega Sequeiros, la música que compuso Villaflor para las obras breves que representaba su compañía, así como la que pudo componer para obras de mayor envergadura, no nos ha llegado. 
En cualquier caso se trataba de un músico muy apreciado como prueba su constante presencia en los festejos cortesanos y en los autos del Corpus madrileño durante veinte años. 

## Conservación de sus canciones
Las canciones conservadas se encuentran en la catedral de Palma de Mallorca, la Biblioteca de Cataluña, la Biblioteca Nacional de Madrid, la Biblioteca del Estado de California en Sutro, San Francisco y la Biblioteca Nacional de México. 